# سكة حديد القدس - غانوت
سكة حديد القدس–غانوت (بالعبرية: מסילת ירושלים–גנות) وتُعرف أيضًا بخط سكة الحديد السريع إلى القدس (بالعبرية: קַו הָרַכֶּבֶת הַמָּהִיר לִירוּשָׁלַיִם) أو مشروع A1 هي سكة حديد مكهربة تربط تل أبيب بالقدس مرورًا بمطار بن غوريون الدولي في شبكة خطوط سكك حديد إسرائيل. تخدم السكة خطوط الركاب بين القدس وتل أبيب، وموديعين ونهاريا، والخطوط الليلية التي تغادر من المطار إلى الشمال، ومن القدس إلى موديعين وفي المستقبل ستمر خطوط من القدس إلى منطقة هشفلاه.
تتكون السكة من ثلاثة مقاطع؛ غانوت–مطار بن غوريون، مطار بن غوريون–كفار دانيال، كفار دانيال–القدس. يعمل المقطعان الأولان أيضًا كخط للركاب إلى موديعين، أما المقطع الأخير، الذي يبلغ طوله 30 كيلومترًا، فيربط منطقة كفار دانيال بالقدس عبر أنفاق بطول عشرين كيلومترًا وجسورًا بطول خمسة كيلومترات. ينتهي هذا المقطع عند محطة قطار أنفاق على عمق 80 مترًا بين مباني الأمة والمحطة المركزية عند مدخل القدس. يبلغ الطول الإجمالي للسكة 57 كيلومترًا.
سجل بناء السكة أرقامًا قياسية محلية مثل أطول جسر في إسرائيل بطول 1.25 كيلومتر، وأعلى جسر في إسرائيل الذي يصل ارتفاعه حتى 90 مترًا فوق سطح الأرض، وأطول نفق في إسرائيل بطول 11.6 كيلومتر، ومحطة قطار القدس–يتسحاق نافون التي تعتبر أعمق محطة قطار بعمق 80 مترًا، وهي أيضًا واحدة من أعمق محطات القطارات الثقيلة في العالم. بلغت التكلفة التقديرية لبناء السكة حوالي 6.86 مليار شيكل، لكن يقدر البعض أن التكلفة قد وصلت إلى 9 مليارات شيكل.

## خط الركاب إلى القدس
افتتح خط الركاب جزئيًا في 25 أيلول 2018 من القدس إلى محطة مطار بن غوريون. وتيرة القطارات في هذا الجزء هي قطارين في الساعة، من المتوقع أن تزداد إلى أربعة قطارات في الساعة.
في المستقبل من الممكن أن تصل إلى 6 قطارات في الساعة خلال ساعات الذروة. في 21 ديسمبر 2019 مُدد الخط إلى محطة تل أبيب–ههغاناه. في 30 يونيو 2020 مُدد الخط إلى محطة تل أبيب–سافيدور مركاز، وفي 21 سبتمبر من نفس العام مُدد الخط إلى محطة قطار هرتسليا.
يعتبر مشروع A1 خط الركاب بين القدس وهرتسليا. في المستقبل سيُمدد خط الركاب إلى الشمال مع تقدم أعمال البنية التحتية لكهربة السكك الحديدية.
عندما افتتح الخط كان السفر مجانيًا حتى الأشهر الثلاثة الأولى في كلا اتجاهي السفر مع حجز مسبق للتذكرة.
يمر خط الركاب بسكة تعرف بأنها خط «سريع» إلا أنه لا تستخدمها قطارات عالية السرعة (التي تزيد سرعتها عادةً عن 200 كم/ساعة)، سمي الخط بهذا الاسم لأنه أسرع بكثير من خط القطار القديم إلى القدس.